# Jörg Halubek
Jörg Halubek (* 1977 in Beckum) ist ein deutscher Dirigent, Cembalist, Organist und Professor.

## Werdegang
Jörg Halubek studierte an der Musikhochschule Stuttgart und der Musikhochschule Freiburg sowie an der Schola Cantorum Basiliensis Kirchenmusik, Historische Tasteninstrumente und Historische Aufführungspraxis. Seine Lehrer waren Jon Laukvik, Robert Hill, Andrea Marcon und Jesper Bøje Christensen. Nach Lehraufträgen und Professuren an den Musikhochschulen in Karlsruhe, Stuttgart, Trossingen und Linz ist Halubek seit 2016 Professor für Orgel und Historische Tasteninstrumente an der Musikhochschule Stuttgart.

## Künstlerische Aktivitäten
2008 gründete Halubek das Stuttgarter Barockorchester Il Gusto Barocco. In der Spielzeit 2009/2010 betreute er die musikalische Assistenz der Koproduktion von Antonio Vivaldis Juditha triumphans der Staatsoper Stuttgart und der Salzburger Festspiele und dirigierte mehrere Vorstellungen am Stuttgarter Schauspielhaus.
2010 leitete er „il Gusto Barocco“ in Stuttgart Georg Friedrich Händels Oratorium Il trionfo del Tempo in einer szenischen Aufführung im Kirchenraum, 2012 folgte die Uraufführung von Giuseppe Antonio Brescianellos 1718 komponierter Pastoraloper La Tisbe, 2016 die Uraufführung von Johann David Heinichens Flavio Crispo. Seit 2020 wird il Gusto Barocco von der Stadt Stuttgart institutionell gefördert und gestaltet eine jährliche Konzertreihe mit Alter Musik, in deren Zentrum die Wiederentdeckung barocker Opern und Werken der württembergischen Hofmusik stehen.
Am Staatstheater Kassel übernahm Halubek die musikalische Leitung von Alessandro Scarlattis Griselda (2012), Vivaldis L’olimpiade (2013) Händels Saul (2013), Glucks Iphigénie en Tauride (2014), Leonardo Vincis Artaserse (2015), Los Elementos von Antonio de Literes, Antigona von Tommaso Traetta, Lucio Silla (2017) und Idomeneo (2019) von Wolfgang Amadeus Mozart, den szenischen Bach-Kantaten-Abend Anfang und Ende – B.A.C.H.⁶¹ (2020) sowie Alcina von Georg Friedrich Händel in einer pandemiebedingten konzertanten Aufführung (2021).
Am Oldenburgischen Staatstheater hat er als Spezialist für Barockmusik die Opern Hercules, Serse und Agrippina von Händel zur Aufführung gebracht. Seit 2016/2017 gestaltet Halubek am Nationaltheater Mannheim mit „il Gusto Barocco“ einen vierteiligen Monteverdi-Zyklus. 2016/2017 leitete er Il ritorno d’Ulisse in patria, 2017/2018 folgte L’incoronazione di Poppea, 2021 der szenische Madrigal-Abend Ombra e Luce in der Regie von Markus Bothe.
Bei den Innsbrucker Festwochen der Alten Musik 2017 realisierte er Reinhard Keisers Die edelmütige Octavia mit Preisträgern des Cesti-Wettbewerbs. Im Juni 2017 dirigierte er als Gast am Staatstheater Kassel als Referenz an die documenta 14 Tommaso Traettas Antigona mit internationalen Künstlern wie Goshka Macuga und Gareth Pugh. 2018 leitete er die Eröffnungspremiere der Händel-Festspiele Halle Händels Berenice.
Seit 2018 arbeitet Jörg Halubek an einer Gesamteinspielung der Orgelwerke von Johann Sebastian Bach an Originalinstrumenten.
2018/2019 setzte er sein Engagement in Kassel mit szenischen Bach-Kantaten fort, außerdem erklang am Mannheimer Nationaltheater als dritter Teil des Monteverdi-Zyklus eine szenische Interpretation der Marienvesper unter der Regie von Calixto Bieito. Im März 2019 gab Jörg Halubek an der Komischen Oper Berlin mit Händels Oper Poro, re dell’Indie in einer Inszenierung von Harry Kupfer sein Gastdebüt.
Im Juli 2019 war er mit „il Gusto Barocco“ als Festivalorchester bei der Bachwoche Ansbach eingeladen.
2020 gründeten Jörg Halubek und il Gusto Barocco die Stuttgarter Reihe, die barocke Opern, Kammermusik und Orgelmusik in unterschiedlichen Formaten präsentiert. Im zweiten und dritten Jahr wurde die Veranstaltungsreihe zur Festwoche Barock verdichtet.

## Auszeichnungen und Ehrungen
- 2004: 1. Preis (Orgel), Internationaler Johann-Sebastian-Bach-Wettbewerb Leipzig
- 2014: Diapason d’or für C. P. E. Bach: Works for Keyboard and Violin. PAN Classicas
- 2016: Diapason d’or de l’année 2016 für J. S. Bach: Sei Sonate à Cembalo certato e Violino solo, mit Leila Schayegh (Barockvioline). Glossa
- 2016: Editor’s Choice für J. S. Bach: Sei Sonate à Cembalo certato e Violino solo, mit Leila Schayegh (Barockvioline). Glossa
- 2016: Bestenliste der Deutschen Schallplattenkritik für J. S. Bach: Sei Sonate à Cembalo certato e Violino solo, mit Leila Schayegh (Barockvioline). Glossa

## Diskografie
- Organo pleno, Orgelwerke von J. S. Bach an der Silbermannorgel zu Rötha. 2006.
- Bernardo Storaces Cembalo- und Orgelwerke. SWR/cpo, 2006
- Passacaglia, Werke für Cembalo von Bach, Frescobaldi, Ligeti u. a. mvh, 2007.
- Giovanni Mossi: Violinsonaten, mit Leila Schayegh (Barockvioline). Pan, 2008.
- Canzone e Cantate, mit Franco Fagioli (Countertenor). SWR/Carus, 2010.
- Leclair & his Rivals, mit Leila Schayegh (Barockvioline). Pan, 2012.
- C. P. E. Bach: Works for Keyboard and Violin, mit Leila Schayegh (Barockvioline). Pan, 2014.
- G. A. Brescianello: Tisbe, Barockoper, mit il Gusto Barocco. SWR/cpo, 2012.
- J. S. Bach: Sei Suonate à Cembalo certato è Violiono solo, mit Leila Schayegh (Barockvioline). Glossa, 2016.
- Johann David Heinichen: Flavio Crispo, Barockoper, mit il Gusto Barocco. SWR/cpo, 2018.
- J. S. Bach: Bach Organ Landscapes, Dritter Theil der Clavierübung, Waltershausen. Berlin Classics 2019
- J. S. Bach: Bach Organ Landscapes, Achtzehn Choräle, Ansbach. Berlin Classics, 2019.
- Claudio Monteverdi: Vespro della beate vergine, mit il Gusto Barocco. SWR/cpo, 2019.
- J. S. Bach: Brandenburg Concertos, mit il Gusto Barocco. Berlin Classics, 2021.
- J. S. Bach: Bach Organ Landscapes, Orgelbüchlein, Choralpartiten, Lüneburg & Hamburg. Berlin Classics, 2021.
- J. S. Bach: Bach Organ Landscapes, Stylus Fantasticus, Hamburg. Berlin Classics, 2021.
- J. S. Bach: Suite & Concertos, mit il Gusto Barocco. Berlin Classics, 2022.
- J. S. Bach: Bach Organ Landscapes, Stylus Fantasticus II, Lübeck, Norden & Goslar. Berlin Classics, 2022.
- J. S. Bach: Bach Organ Landscapes, Weimar & Leipzig I, Freiberg. Berlin Classics, 2022.